# Biglietto di Stato
Il biglietto di Stato (anche statonota), è un buono inconvertibile a corso forzoso emesso da uno Stato che corrisponde a un dato valore.
Se tale buono è emesso da una banca, esso prende il nome di banconota: in tal caso è soggetto ad altre norme giuridiche.

## Storia
Il biglietto di Stato, surrogato del biglietto di banca, fu introdotto per la prima volta in Francia nel corso del XVI secolo; tale carta moneta, non necessitando d'alcuna copertura aurea, fu impiegata dagli Stati per sopperire alle richieste di tesoreria.
In Italia il biglietto di Stato fu introdotto nel 1882 quale moneta divisionale, per mezzo d'un decreto del Ministero del Tesoro, ed ebbe corso legale sino al 1985.
Negli Stati Uniti d'America un esempio di biglietti di Stato furono quelli in uso nel XIX secolo e noti come greenbacks.

## Descrizione
Il biglietto di Stato era inconvertibile, una volta emesso il suo valore corrispondeva a quello imposto ex lege.

## Galleria d'immagini

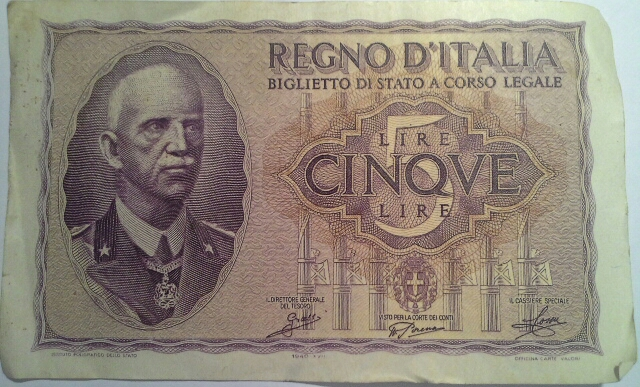
Biglietto di Stato italiano da 5 lire
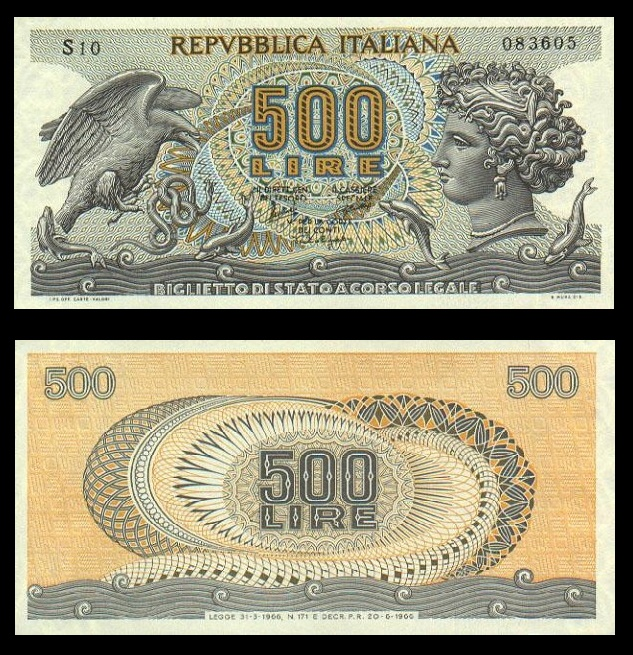
Biglietto di Stato italiano da 500 lire (1966-1975)
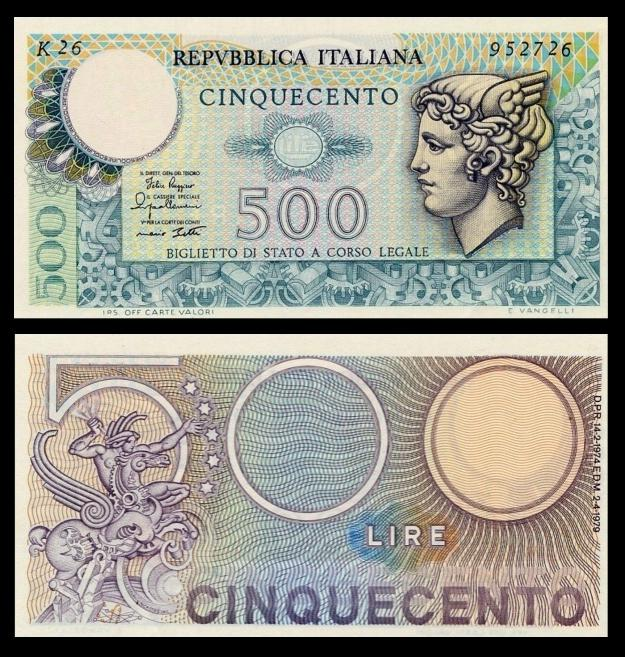
Biglietto di Stato italiano da 500 lire (1974-1979)
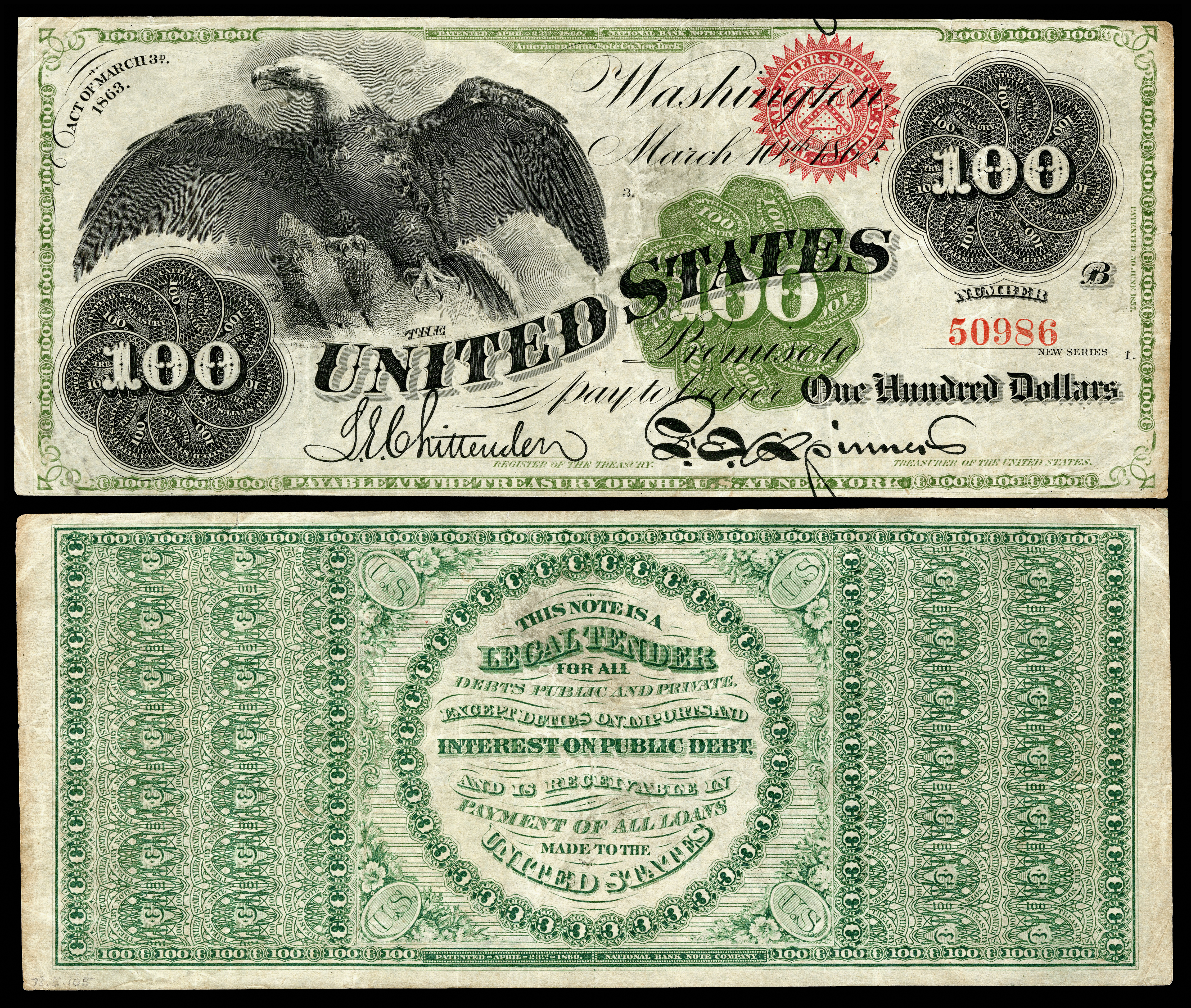
Biglietto di Stato statunitense greenback da 100 dollari